# Terebratulina japonica
Terebratulina japonica är en armfotingsart som först beskrevs av Sowerby 1846.  Terebratulina japonica ingår i släktet Terebratulina och familjen Cancellothyrididae. Inga underarter finns listade i Catalogue of Life.